# Zatrephus longicornis
Zatrephus longicornis är en skalbaggsart som beskrevs av Maurice Pic 1930. Zatrephus longicornis ingår i släktet Zatrephus och familjen långhorningar.
Artens utbredningsområde är Laos. Inga underarter finns listade i Catalogue of Life.